# Valtazar Bogišić
Valtazar Bogišić (en serbio: Валтазар Богишић; Cavtat, 20 de diciembre de 1834-Rijeka, 24 de abril de 1908) fue un jurista y sociólogo serbio.
En el ámbito del derecho privado, sus investigaciones más destacadas fueron sobre la estructura familiar, el derecho consuetudinario y el código civil único de Montenegro de 1888. Se le considera un pionero en la sociología del derecho y la jurisprudencia sociológica. 
A menudo se le conoce como el predecesor del sociólogo jurídico Eugen Ehrlich. Sus extensos estudios en Viena, Berlín, París, Múnich, Heidelberg y Gießen lo consideran un importante representante de la Escuela histórica del derecho. En 1902 Bogišić fue elegido presidente del Instituto Internacional de Sociología.

## Biografía

### Familia y nacimiento
La familia de Bogišić estaba compuesta por comerciantes prominentes en Cavtat. Su abuelo se mudó a esta ciudad desde Konavle, donde la familia Bogišić había vivido durante siglos después de convertirse de la ortodoxia oriental al catolicismo romano en el siglo XV.
Bogišić nació en Cavtat el 20 de diciembre de 1834. Su madre murió al dar a luz a Marija, su única hermana, dos años después. Su padre Vlaho quería que continuara con el negocio familiar y pensó que una educación prolongada interferiría con eso.

### Primeros años
Cuando tenía cuatro años lo enviaron a una escuela privada para niñas, la única escuela privada de la ciudad, porque solo los niños de seis años o más podían ingresar a una escuela pública. Más tarde ingresó a una escuela acreditada por el estado que abandonó antes de graduarse. Posteriormente, a los 11 años terminó una escuela náutica de dos años. Era de cuatro a cinco años más joven que todos los demás graduados.
La persona más significativa de su infancia fue su abuelo Valtazar, que era ciego. Él le contó muchas historias populares, así como sobre sus aventuras en el mar, viajando, conociendo a personas importantes como Miloš Obrenović. En su último testamento, su abuelo dejó a Bogišić la mitad de su patrimonio. A través de esto, Bogišić compraba diversos libros. Entre sus favoritos estaban los del reformador serbio Vuk Stefanović Karadžić. Inspirado por Vuk, su modelo de toda la vida, comenzó a buscar y escribir poemas populares serbios.
Contra la resistencia de su padre, llegó con la ayuda de amigos mayores como Niko Pucić, quien había reconocido su talento, a la educación superior y adquirió numerosos idiomas (italiano, francés, alemán, ruso, latín y algunas otras lenguas eslavas). Tras la repentina muerte de su padre en 1856, el camino quedó libre para trasladarse a Venecia y allí para obtener el Abitur en el Gimnasio de Santa Catalina en 1859. Inmediatamente después, se matriculó en derecho en la Universidad de Viena. Sus estudios continuaron en las universidades de Berlín, París, Múnich, Heidelberg y Gießen, donde se doctoró por primera vez en filosofía en 1962 con el trabajo Über die Ursachen der Niederlage des deutschen Heeres im Hussitischen Kriege (Sobre las causas de la derrota del ejército alemán en la guerra husita). De 1863 a 1868 fue bibliotecario en la Biblioteca de la Corte de Viena, para lo cual lo habían calificado sus estudios lingüísticos, culturales, históricos e históricos. En 1867 fue aceptado como miembro de pleno derecho de la Academia Eslava del Sur, recién fundada en 1866 por el emperador Francisco José I.

### Vida profesional

#### Odesa
En 1869 fue invitado al Imperio ruso, aceptando su ciudadanía y convirtiéndose en funcionario. Bogišić se negó a enseñar en Kiev o Varsovia, pero aceptó ocupar un puesto de profesor en la recién creada Universidad de Odesa, donde dio su primera conferencia en 1870. En Odesa, fundó la Biblioteca Eslava y publicó el artículo О научной разработке истории славянского права (Sobre el desarrollo científico de la historia del derecho eslavo). En 1871 provocó protestas estudiantiles masivas. Continuó enseñando pero sin el entusiasmo anterior. Cuando se le negó su solicitud de jubilación anticipada, trató de dedicar tanto tiempo a viajes de estudios, por lo que incluso estudió, a primera vista, las costumbres legales en el Cáucaso. Permaneció oficialmente como profesor de la universidad, pero ya en 1873, siguiendo las órdenes del zar, como súbdito ruso, partió hacia Montenegro con la tarea de codificar el derecho privado.

#### Montenegro y Francia
En Montenegro, los periódicos escribieron que el nuevo código civil ya se había redactado antes de que Bogišić llegara allí. Él, sin embargo, suplicó a Nicolás I, rey de Montenegro, esperar y explicó que trabajar en el código llevaría años. Anteriormente, Bogišić había preparado y publicado cuestionarios para recopilar las costumbres legales. Estos fueron traducidos a varios idiomas y establecieron a Bogišić como un pionero de la investigación jurídica etnológica y sociológica. Basado en los cuestionarios, publicó una colección de costumbres legales de los eslavos del sur (Zbornik sadašnjih pravnih običaja u južnih Slovena I, Građa u odgovorima iz različnih krajeva slovneskoga juga) en 1874. Bogišić no estaba satisfecho con los cuestionarios porque solo había alrededor de 300 preguntas sobre derecho público y privado, incluidas cuestiones de derecho público internacional. Con el fin de redactar un código civil, preparó un nuevo cuestionario, que tenía 2000 preguntas, todas las cuales eran del dominio del derecho privado. Fue asistido por Gavro Vuković, uno de los pocos juristas capacitados en Montenegro en ese momento.
El código civil de Bogišić para Montenegro, el Código General de la Propiedad (conocido en serbio como Opšti imovinski zakonik), no se proclamó hasta 1888. Durante ese tiempo, Bogišić, que todavía era profesor de Rusia, estableció su residencia en París y se dedicó a otras tareas como redactar una constitución para los revolucionarios serbios en Herzegovina y establecer el orden estatal y legal en Bulgaria, que acababa de independizarse del Imperio Otomano. En 1878 publicó su colección de poemas populares Narodne pjesme iz starijih, najčešće primorskih zapisa I. También continuó su investigación sobre los aspectos sociológicos e históricos de la familia. En materia legal insistió en la codificación separada del derecho de familia y de sucesiones, argumentando que el derecho de familia no es derecho civil estrictamente y que la herencia es una institución de derecho de familia. Por eso se negó a incorporar la ley de familia y sucesiones en el código civil montenegrino que redactó, y en consecuencia lo nombró Código General de la Propiedad.

### Últimos años
Después de finalizar su trabajo sobre el Código, Bogišić fue durante algún tiempo Ministro de Justicia en el Principado de Montenegro. Posteriormente, en 1899, se publicó la segunda y última versión del Código General de la Propiedad. Luego continuó viviendo en París como profesor ruso jubilado. Participó activamente en muchas sociedades científicas parisinas. En 1902 fue elegido presidente del Instituto Internacional de Sociología.
Bogišić murió en Rijeka, de camino a su natal Cavtat en 1908.

## Legado
Según los testimonios de los amigos parisinos de Bogišić, Bogišić consideró seriamente establecer una fundación en Belgrado que, después de su muerte, se ocuparía de su legado, especialmente la biblioteca científica y el archivo, y otorgaría becas a jóvenes y prósperos abogados para estudiar en el extranjero. Bogišić eligió la capital serbia, Belgrado, por temor a que su colección científica pudiera terminar en manos de los austríacos, que tenían una actitud hostil hacia la cultura eslava previamente a la Primera Guerra Mundial. Dado que finalmente murió sin última voluntad, su hermana Marija, que vivía en Cavtat, heredó toda la propiedad, incluida su biblioteca científica, 18 000 libros que incluyen muchas antigüedades raras, 10 000 cartas y varias notas. Las colecciones etnológicas y numismáticas se mantuvieron en Cavtat en condiciones inadecuadas durante años. Después de la Segunda Guerra Mundial, la biblioteca científica y el archivo se incorporaron a la Academia Yugoslava de Ciencias y Artes. Luego se llamó oficialmente Colección Baltazar Bogišić (Zbirka Baltazara Bogišića).
Dado que el italiano era un idioma oficial en el área de su nacimiento, el certificado de nacimiento de Bogišić está escrito en italiano y en latín. Con el nombre de su abuelo, Bogišić firmó todas sus obras, en todos los idiomas, como Valtazar Bogišić y fue el nombre por el que fue reconocido por sus contemporáneos. Dado que su autobiografía se publicó por primera vez en el periódico local llamado Dubrovnik, el editor notó que el apodo habitual para Baldassaro (Valtazar en italiano) es Baldo, y en consecuencia se refirió a él como tal con afecto. Después de su muerte, los autores croatas comenzaron a llamarlo ocasionalmente Baltazar Bogišić, tomándolo por la versión croata de su nombre. Es por eso que su archivo-memorial en su ciudad natal Cavtat, en la actual Croacia, tiene Baltazar en su nombre, aunque no es así como se refirió a sí mismo.
Está incluido en Los 100 serbios más destacados.